# کفر دنیس
کفر دنیس (به عربی: كفر دنيس) یک منطقهٔ مسکونی در لبنان است که در شهرستان راشیا واقع شده‌است.
 کفر دنیس   ۱٬۱۳۰ متر بالاتر از سطح دریا واقع شده‌است.